# Christoph E. Hauschka
Christoph E. Hauschka (* 31. März 1953 in München) ist ein deutscher Jurist. Er gilt als der juristische Pionier der Compliance im Unternehmen. Er ist Verfasser zahlreicher Aufsätze, gibt drei juristische Handbücher (eines zuletzt als Mitherausgeber) zum Thema Compliance heraus, die als Standardwerke gelten, ist Schriftleiter und Mitherausgeber der Corporate Compliance Zeitschrift (CCZ), war Gründer und Vorstandsvorsitzender des Netzwerk Compliance e.V. und war Mitglied des Vorstandes des DICO Deutsches Institut für Compliance e.V.